# Perifrastisk
Perifrastisk (av grekiska periphrasis, ungefär ’omskrivning’) är inom grammatiken en morfologisk form som uttrycks med mer än ett ord. En perifrastisk form ses i motsats till en mera syntetisk form som uttrycks med ett ord. I paren skickade - har skickat, skickades - blev skickad, intelligentare - mer intelligent är det senare ledet en perifrastisk (även kallad analytisk) form.